# Ululeo
Ululato (nom. ulular, verb.) (del latín, ululo) o zagruda (del árabe, زغردة zaġrudah, «trino»), es un sonido vocal largo, vacilante y agudo que se asemeja a un aullido con calidad de trino. Se produce al emitir una voz alta y aguda acompañada de un rápido movimiento hacia adelante y hacia atrás de la lengua y la úvula. Por el registro agudo que se necesita para ulular, suele asociarse a la mujer. 

## Culturas del mundo
El ululato se practica solo o como parte de ciertos estilos de canto, en varias ocasiones de eventos rituales comunitarios (como bodas) utilizados para expresar una fuerte emoción.
El ululato está arraigado en variad culturas del mundo.
El ululato se practica comúnmente en Magreb, Oriente Medio, Asia central,  meridional, algunas partes de África subsahariana y en los estados indios de Tamil Nadu, Kerala, Bengala, Odisha y Sri Lanka. También se practica en algunos lugares de Europa del Sur, como Chipre, y entre la comunidad de la diáspora originaria de estas áreas. El ululato también ocurre entre los judíos mizrahís en todas las ocasiones alegres, como en la inauguración de un rollo de la Torá (hachnasat sefer Torah), brit milá (circuncisión), celebraciones comunales, bodas, en bar mitzvahs, y, sobre todo, en celebraciones de henna. La palabra hebrea moderna para el ululeo es tsahalulim (צהלולים). 
En Marruecos se le conoce como barwalá o yuyu.
El ululato se usa comúnmente en bodas del Medio Oriente. En el mundo árabe, zaghārīt (زغاريت) es una ululación realizada para honrar a alguien. Los zaghrit son ampliamente interpretados y documentados a través de películas egipcias que muestran bodas egipcias tradicionales donde las mujeres son conocidas por sus ululaciones fuertes y muy largas. Otro ejemplo de la incorporación de ululaciones en las canciones de boda tradicionales se puede encontrar en zaghrit o Zaghareed, una colección de canciones de boda tradicionales palestinas reinterpretadas y reorganizadas por Mohsen Subhi y producidas en 1997 por la Compañía Nacional Palestina de Música y Danza (El Funun).
El ululato también se practica ampliamente en las partes orientales de la India, donde también se la conoce como ululudhvani. Las personas, especialmente las mujeres, ruedan la lengua y producen este sonido durante todos los rituales, festivales y celebraciones del templo hindú. Esta es también una parte integral de la mayoría de las bodas en estas partes donde, dependiendo de los usos locales, las mujeres ululan para dar la bienvenida al novio o la novia o ambos. Los bengalíes lo llaman ulu-uli y lo usan durante bodas y otros festivales. Los odias lo llaman hulahuli o huluhuli. En Odisha, el ululeo se usa para animar durante bodas, reuniones culturales y celebraciones. En Assam se le llama uruli. En tamil se conoce como kulavai (குளவை). En Kerala, la ululación es esencial para todas las ocasiones ceremoniales y el término utilizado en malabar es kurava.
En algunas culturas del sur de Europa las mujeres utilizan en cierta medida el ululato. En la cultura vasca, existe el irrintzi, una expresión de felicidad originada en los pastores. La que practica irrintzi se denomina irrintzilari. En Galicia, el aturuxo gallego se acompaña con una vocalización desde la garganta.
En África subsahariana, el ululato se practica. 
En Etiopía y Eritrea, el ululato (llamado ililta) es parte de un ritual religioso cristiano realizado por los fieles como una característica del domingo u otros servicios en la Iglesia etíope ortodoxa Tewahedo, la Iglesia eritrea ortodoxa Tewahedo y algunas Iglesias evangélicas etíopes. También se ulula (espontáneamente) durante celebraciones seculares como fiestas o conciertos. En otras partes de África, las mujeres usan la ululación como un sonido de alegría, luto o búsqueda de atención. En hausa, el ululeo se llama guda, sigalagala, en zulú lilizela, en tsonga nkulungwani y en shona kupururudza. El ululeo se incorpora a los estilos musicales africanos, como la música shona, donde es una forma de participación de la audiencia, junto con palmadas y llamadas-respuestas.
En Tanzania, el ululato es un sonido festivo de alegría cuando se comparten buenas noticias o durante las bodas, la bienvenida a un hogar de recién nacidos, graduaciones y otros festivales, incluso en la iglesia cuando se llevan a cabo los sermones. En suajili se le conoce como vigelele y en dialecto luo se le conoce como udhalili. En general, las mujeres gritan exuberantemente lililili con voces agudas. Las niñas suelen estar orgullosas de poder ulular como sus madres y tías.
Se practica también en Kenia, Angola, Botsuana, Lesoto, Malaui, Mozambique, Namibia, Sudáfrica, Esuatini, Etiopía, Eritrea, Somalia, Zambia y Zimbabue. Es usado por las mujeres para alabar bodas y otras celebraciones. Es un sonido general de buen ánimo y celebración, cuando las buenas noticias se han entregado en un lugar de reunión, incluso en la iglesia. También es una parte integral de la mayoría de algunas bodas africanas donde las mujeres se reúnen alrededor de la novia y el novio, bailando y ululando exuberantemente. Durante las ceremonias de graduación, la ululación muestra orgullo y alegría en los logros académicos. Las mujeres que ululan generalmente se paran y se dirigen al frente para bailar y ulular alrededor del graduado.
En America del Norte, algunos pueblos nativos lo practican. En el pueblo lakota, las mujeres gritan lililili con una voz aguda para alabar a los guerreros por actos de valor.

## Antiguamente
Al parecer el ululato existió en el antiguo Egipto. La referencia al acto de ulular aparece en la inscripción de los textos piramidales de Unas, en el Muro Oeste del Corredor (sección XIII), y de Pepi I, en los hechizos de la Entrada en ajet.
En la antigua Grecia, el ululato (ὀλολυγή, ololuge) se usaba normalmente como una expresión alegre para celebrar las buenas noticias o cuando se corta la garganta de un animal durante el sacrificio. Sin embargo, el Agamenón de Esquilo, además de ser una expresión de alegría, también se usa para la furia, y en Electra de Sófocles se usa como una expresión de dolor. Como en muchas culturas, el uso dependía del contexto, ya que las exclamaciones podían aparecer en diferentes circunstancias como un grito de lamento o como un grito de batalla.
Homero menciona el ololuge en sus obras, al igual que Heródoto, citando el hábito de ulular en el norte de África, donde todavía se practica, diciendo: 
Por mi parte, creo que los fuertes gritos pronunciados en nuestros sagrados ritos también vinieron de allí; porque las mujeres libias son muy entregadas a tales gritos y los pronuncian muy dulcemente.
O en otra traducción: 
También pienso que el ololuge o grito de alabanza emitido durante el culto a Atenea comenzó en Libia, porque a menudo lo emplean las mujeres libias, que lo hacen extremadamente bien.

## En la cultura popular
El ululato aparece en muchas películas ambientadas en Oriente Medio y África del Norte, como Lawrence de Arabia, La batalla de Argel y El león del desierto. A veces se representa como un grito de batalla, por ejemplo en Xena: la princesa guerrera. Incluso la película animada de G.I. Joe se ululo "Cobra-la-la-la-la-la". Aparece como alivio cómico en los episodios de Los Simpson, La última tentación de Homer y Recetas de medianoche; así como en Family Guy en el episodio E. Peterbus Unum, donde Stewie siente curiosidad por el sonido que Achmed «hace cuando estás a punto de asesinar a un infiel». Además, Peter aprende cómo hacer esto en Turban Cowboy. En la película Get Him to the Greek, durante la escena del trío, Russell Brand "ulula" a la niña. La palabra también aparece en el libro El señor de las moscas como una forma en que Sam y Eric podrían advertir a los otros miembros de la tribu de Jack acerca de la próxima bestia u otros intrusos. La palabra ululato (ululation en inglés) se usa en la novela La guerra de los mundos para describir un sonido que hacen los marcianos durante la batalla. Kendrick Lamar y The Weeknd ululan en la canción Pray For Me de Black Panther. Sting usó el sonido para la banda sonora de Gladiator. Shakira, quien es de ascendencia libanesa, ululó durante el medio tiempo de la Super Bowl de 2020.